# 卡西尔·鲁索
卡西尔·鲁索（英語：Cassiel Rousseau，2001年2月4日—），澳大利亚男子跳水运动员，2022年英联邦运动会男子10米跳台金牌得主、男子双人10米跳台和混合双人10米跳台铜牌得主、2023年世界游泳锦标赛男子10米跳台金牌得主。